# 29 janvier
Pour les articles homonymes, voir Vingt-Neuf-Janvier.
29 décembre 29 février
Chronologies thématiques
- Croisades
- Ferroviaires
- Sports
- Disney
- Anarchisme
- Catholicisme

Abréviations / Voir aussi
- (° 1852) = né en 1852
- († 1885) = mort en 1885
- a.s. = calendrier julien
- n.s. = calendrier grégorien
- Calendrier
- Calendrier perpétuel
- Liste de calendriers
- Naissances du jour

Le 29 janvier est le 29e jour de l'année du calendrier grégorien.
Il reste 336 jours avant la fin de l'année, 337 lorsqu'elle est bissextile.
C'était généralement le 10e jour du mois de pluviôse dans le calendrier républicain / révolutionnaire français, officiellement dénommé jour de la cognée.

## Événements

### XVIIesiècle
- 1676 : Fédor III monte sur le trône de Russie à la mort de son père Alexis.
- 1694 : la seigneurie de Belœil au Québec est concédée au Sieur Joseph Hertel.

### XVIIIesiècle
- 1714 : à Utrecht s'ouvre un congrès qui cherche à régler l'affaire de la succession espagnole.
- 1795 : la loi fédérale Naturalization Act of 1795 (en) sur la citoyenneté assure la naturalisation au bout de cinq années de présence sur le territoire des États-Unis.

### XIXesiècle
- 1801 : la France et l'Espagne lancent un ultimatum au Portugal le sommant de rompre avec l'Angleterre.
- 1810 : la Junta Suprema Central quitte le pouvoir en Espagne.
- 1814 :
  - fin des discussions sur le plan de Castlereagh à Langres (Champagne française, cf. 25 janvier).
  - Napoléon est vainqueur de Blücher à la Brienne (Campagne de France).
- 1831 : un gouvernement national est mis en place en Pologne.
- 1849 : Louis-Napoléon Bonaparte fait arrêter vingt-sept responsables montagnards à la suite d'une manifestation contre le régime en France.
- 1856 : la croix de Victoria est créée à l'instigation de la reine Victoria du Royaume-Uni qui veut honorer de façon particulière les auteurs d'actes de bravoure.
- 1861 : le Kansas devient le 34e État de l'Union américaine.
- 1863 : après la mort d'un colon tué par un Amérindien de la tribu des Shoshones, le colonel Connor attaque de nuit un camp de Shoshones et tue ses 400 habitants hommes, femmes et enfants (massacre de Bear River).

### XXesiècle
- Première guerre mondiale de 1914 à 1918 :
  - premier raid d'un zeppelin allemand sur Paris en 1916 ;
  - le capitaine Georges Guynemer abat son 30e avion en 1917 ;
  - bataille de Krouty en 1918.
- 1919 : victoire des Tchécoslovaques sur les Polonais en Galicie.
- 1923 : fin du premier congrès national-socialiste (nazi) à Munich en Bavière.
- 1942 : signature du protocole de Rio, protocole de paix, d'amitié et de délimitation entre le Pérou et l'Équateur.
- 1943 : 
  - début de la bataille de l'île de Rennell pendant la guerre du Pacifique (Seconde Guerre mondiale).
  - bombardement de Morlaix
- 1946 : la Central Intelligence Agency (CIA) succède à l'Office of Strategic Services (OSS) aux États-Unis.
- 1947 : les États-Unis renoncent à leur rôle de médiateur en Chine.
- 1949 : Londres reconnaît de facto le nouvel État d'Israël.
- 1950 : premiers incidents violents recensés dus à l’apartheid en Afrique du Sud.
- 1956 : la République démocratique allemande (RDA) est admise au sein du pacte de Varsovie.
- 1957 : adoption par l'Assemblée générale des Nations unies de la Convention sur la nationalité de la femme mariée.
- 1963 : la conférence des ministres de Bruxelles repousse l'entrée du Royaume-Uni dans la Communauté économique européenne (CEE).
- 1964 : le Panama fait état d'une agression de la part des États-Unis devant l'Organisation des États américains (OEA).
- 1986 :
  - des avions israéliens attaquent à la roquette trois bases de fedayin palestiniens soutenus par les Syriens au Sud-Liban.
  - le chef de l’armée nationale de résistance (NRA) Yoweri Museveni accède à la présidence de la république de l’Ouganda en proie à la guerre civile après sa victoire militaire.
- 1990 : la République démocratique allemande emprisonne Erich Honecker et annonce que son procès pour haute trahison s'ouvrira en mars. L'ancien chef de l'État et du Parti socialiste unifié d'Allemagne avait été évincé trois mois plus tôt après 18 ans de pouvoir.
- 1991 : le ministre français de la Défense Jean-Pierre Chevènement démissionne pour marquer son désaccord avec la guerre du Golfe, remplacé par Pierre Joxe.
- 1992 : le dirigeant de la branche dure du FPLP au sein de l'OLP Georges Habache est hospitalisé à Paris. Georgina Dufoix y perdra son poste de conseillère de l'Élysée et de présidente de la Croix-Rouge française.
- 1996 : le président français Jacques Chirac annonce l'arrêt définitif des essais nucléaires par son pays après quatre derniers essais contestés par une grande partie de l'opinion internationale.
- 1997 : le FLNC « canal habituel » annonce son auto-dissolution au cours d'une conférence de presse clandestine tenue dans le maquis en Corse du Sud.
- 1999 : les six pays du « Groupe de contact » lancent un ultimatum aux Serbes au Kosovo et envisagent l'envoi de troupes sur le terrain.

### XXIesiècle
- 2001 : le juge d'instruction chilien Juan Guzman rétablit l'inculpation de meurtres et enlèvements ainsi que l'assignation à résidence à l'encontre du général Augusto Pinochet en liaison avec une série de meurtres politiques commis sous sa dictature.
- 2002 : le président américain George W. Bush dénonce la Corée du Nord, l'Irak et l'Iran comme les trois États de son Axe du Mal.
- 2003 :
  - les premières familles françaises quittent la Côte d'Ivoire après cinq jours de manifestations violentes et d'attaques contre les intérêts de la France sur place, la situation politique y demeurant incertaine depuis les accords de Linas-Marcoussis.
  - Onze des quinze membres du Conseil de sécurité des Nations unies se prononcent pour une prolongation de la mission des inspecteurs des Nations unies en Irak, seules la Bulgarie et l'Espagne y appuient les États-Unis et la Grande-Bretagne.
- 2006 : le président de la République française Jacques Chirac décide d'instituer un hommage à toutes les victimes de l'esclavage, de la traite des Noirs et du commerce triangulaire le 10 mai de chaque année.
- 2017 : le régime syrien et le Hezbollah reprennent la vallée à des rebelles (fin de la bataille de Wadi Barada).
- 2019 : le Premier ministre Rami Hamdallah démissionne en Palestine.
- 2020 : l'armée arabe syrienne prend la ville de Maarat al-Nouman dans le cadre d'une offensive contre Hayat Tahrir al-Cham et l'armée nationale syrienne dans le gouvernorat d'Idlib en Syrie[1].
- 2025 :
  - le Burkina Faso, le Mali et le Niger forment la Confédération Alliance des États du Sahel et quittent formellement la CEDEAO[2].
  - en Syrie, Ahmed al-Charaa est nommé président de la République arabe pour la période de transition[3].

## Arts, culture et religion
- 904 : intronisation de Serge III comme 119e pape de l'Église catholique après la destitution de l'antipape Christophore.
- 1635 : naissance officielle de l'Académie française par lettres patentes de Louis XIII de France, composée de 40 sièges aux occupants élus et surnommés les Immortels / les Quarante.
- 1781 : première à Munich en Bavière de l'opéra seria en trois actes Idomeneo re di Creta composé par Wolfgang Amadeus Mozart.
- 1905 : création en France du prix littéraire Femina présidée par Anna de Noailles.
- 1917 : première de la pièce Les Bourgeois de Calais du dramaturge allemand Georg Kaiser à Francfort.
- 1959 : sortie du long-métrage animé La Belle au bois dormant de l'Américain Walt Disney.
- 1962 : le Français Yves Saint Laurent présente sa première collection de haute couture.
- 1971 : sa collection « Libération » va faire scandale.
- 1996 : un incendie détruit l'opéra théâtre de La Fenice joyau de l'art lyrique depuis le XVIIIe siècle à Venise en Italie (deux électriciens y ont mis le feu pour éviter de payer des pénalités de retard de travaux). Le théâtre renaîtra de ses cendres honorant ainsi son nom italien signifiant phénix[4].
- 2004 : le Conseil de l'Europe présente un ensemble de versions de l’Ode / Hymne à la joie de Ludwig van Beethoven remaniées à l'air du temps (techno, jazz ou hip-hop parmi une vingtaine) à des fins d'illustrations de reportages télévisuels ou radiophoniques.Alignement Soleil-Lune-Terre-Mars avec cette dernière en orange (et le Soleil derrière le photographe), saisi le 29 janvier 2010 à 19h40 à Ham-sur-Heure en Belgique.

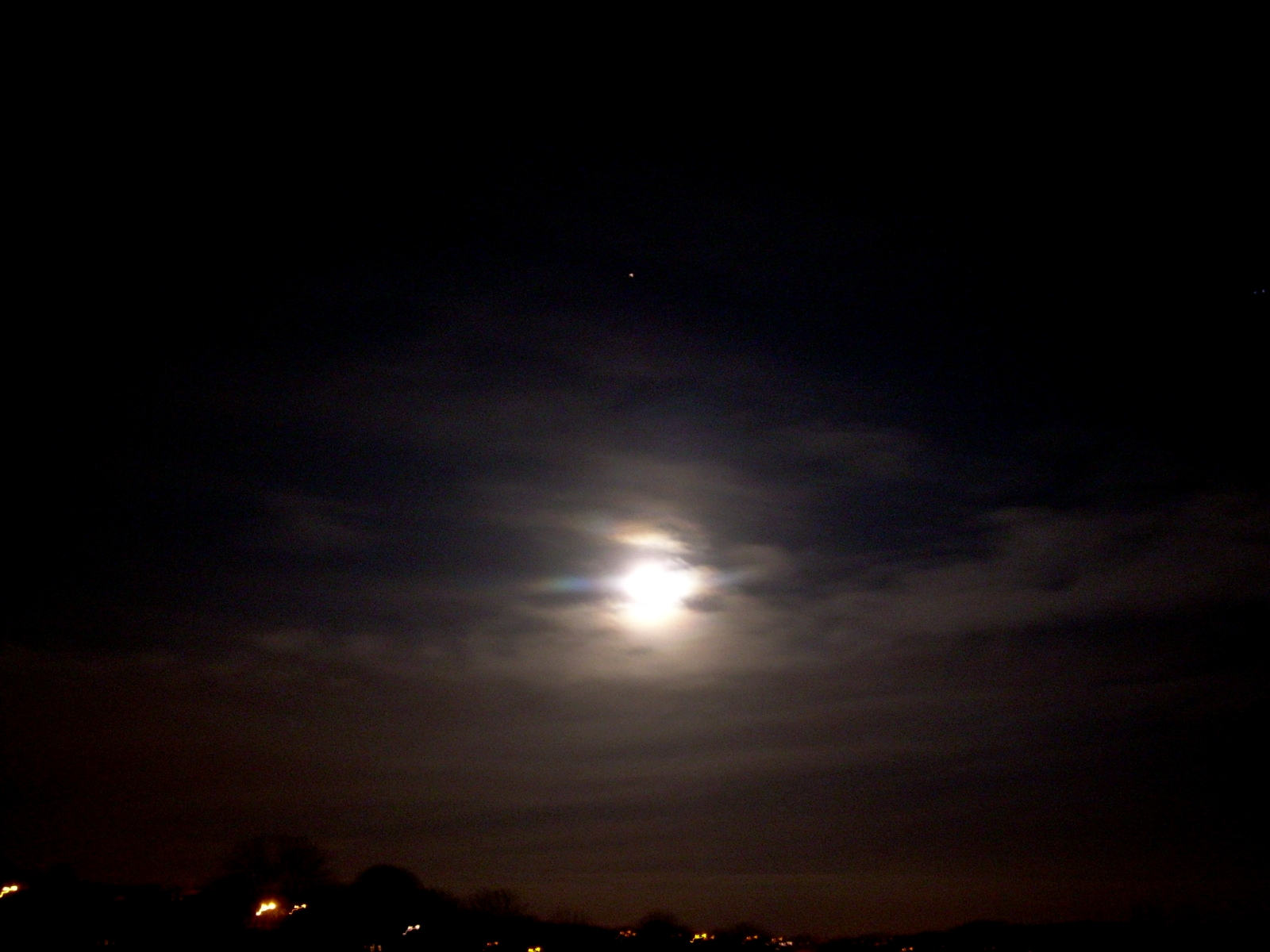
Alignement Soleil-Lune-Terre-Mars avec cette dernière en orange (et le Soleil derrière le photographe), saisi le 29 janvier 2010 à 19h40 à Ham-sur-Heure en Belgique.

## Sciences et techniques
- 1886 : dépôt par Karl Benz du premier brevet de l'ancêtre de la voiture le tricycle Benz doté d'un moteur à explosion et pouvant parcourir 100 kilomètres à une vitesse moyenne de 15 km/h[5].
- 1953 : premier vol du Morane-Saulnier MS 755 Fleuret.
- 1986 :
  - annonce de la découverte d'un gisement de cent mille fragments d'os de reptiles et de poissons préhistoriques en Nouvelle-Écosse.
  - Le constructeur allemand d'automobiles Mercedes-Benz fête ses 100 ans depuis ci-avant.
- 2010 : alignement Soleil-Terre-Mars (et même -Lune pendant une petite période) notamment observable depuis une partie de l'Europe.

## Économie et société
- 1839 : mariage du naturaliste britannique Charles Darwin avec Emma Wedgwood.
- 1883 : sous la présidence de Jules Grévy en France, Charles Duclerc achève deux mandats cumulés comme président du Conseil et ministre des Affaires étrangères ; tandis qu'Armand Fallières en entame deux simultanés comme président du Conseil et ministre de l'Intérieur et des Cultes.
- 1910 : la Seine atteint la cote record de 8,5 mètres de hauteur au pont de la Tournelle à Paris.
- 1912 : une délégation menée par les féministes Marguerite Durand et Séverine se rend au palais Bourbon pour réclamer le droit de vote des femmes en France.
- 1919 : ratification du XVIIIe amendement de la Constitution des États-Unis instaurant une prohibition de l'alcool dès l'année suivante dans toute la fédération.
- 1979 : le président américain Jimmy Carter commue la peine d'emprisonnement imposée à Patricia Hearst.
- 1985 :
  - le prix des carburants routiers devient libre en France.
  - Les ex-agents de la police militarisée des carabiniers Jorge Sagredo et Alberto Topp Collin sont exécutés après avoir assassiné une dizaine de femmes dans une station balnéaire du Chili, pays où la peine de mort a été abolie depuis.
- 1987 : William Casey quitte la fonction de directeur de la CIA américaine.
- 1994 : Robert Hue succède à Georges Marchais au poste de secrétaire national du Parti communiste français.
- 2000 : l'accord de Carthagène destiné à régir le commerce des organismes génétiquement modifiés (OGM) est signé à Montréal par cent vingt-huit pays.
- 2001 : le constructeur automobile américain Daimler-Chrysler supprime vingt-six mille postes dans sa division Chrysler.
- 2003 : Loïk Le Floch-Prigent et Alfred Sirven sont respectivement condamnés par la cour d'appel de Paris dans un volet de l'affaire Elf.
- 2004 : un séisme secoue l'archipel des Moluques sans faire de victimes malgré son degré de 6,8 sur l'échelle ouverte de Richter.
- 2005 : premiers vols directs entre la république populaire de Chine continentale et Taïwan depuis 1949.
- 2007 : attentat suicide dans une boulangerie d'Eilat où trois Israéliens sont tués.
- 2009 : grève nationale française interprofessionnelle pour la « défense de l'emploi, des salaires, du pouvoir d'achat et des services publics », à l'appel de huit confédérations syndicales (CGT, CFDT, CFE-CGC, CFTC, FO, FSU, Solidaires, UNSA).
- 2013 : rentrée des vacances « de Noël » en classes à Mayotte comme toujours à pareille époque[6].
- 2017 :
  - fusillade meurtrière contre la grande mosquée / Centre culturel islamique de Québec.
  - John Cena devient champion du monde de la World Wrestling Entertainment (WWE) de catch pour la 16e fois et de la sorte le recordman de titres devant Ric Flair.
  - Finale du 25e championnat du monde de handball masculin entre la France et la Norvège (victoire de la France sur le score de 33-26).
- 2025 : aux États-Unis, une collision entre un avion de ligne et un hélicoptère militaire au-dessus du Potomac, entre Arlington et Washington, fait 67 victimes[7].

## Naissances

### XVesiècle
- 1455 : Johannes Reuchlin, philosophe et théologien allemand († 30 juin 1522).

### XVIIesiècle
- 1688 : Emanuel Swedenborg, scientifique, théologien et philosophe suédois († 29 mars 1772).

### XVIIIesiècle
- 1717 : Jeffery Amherst, officier britannique, premier gouverneur général du Canada († 3 août 1797).
- 1737 : Thomas Paine, écrivain britannique († 8 juin 1809).
- 1782 : Daniel-François-Esprit Auber, compositeur français († 12 mai 1871).
- 1794 : François-Vincent Raspail, chimiste, médecin et homme politique français († 7 janvier 1878).

### XIXesiècle
- 1805 : Eugénie de Guérin, femme de lettres française († 31 mai 1848).
- 1810 : Ernst Eduard Kummer, mathématicien allemand († 14 mai 1893).
- 1817 : William Ferrel, astronome américain († 18 septembre 1891).
- 1843 : William McKinley, homme politique et juriste américain, 25e président des États-Unis de 1897 à 1901 († 14 septembre 1901).
- 1855 : Luigi Capaldo, homme politique italien († 1947).
- 1860 : Anton Pavlovitch Tchekhov (Антон Павлович Чехов), nouvelliste, dramaturge et médecin russe († 15 juillet 1904).
- 1862 : Frederick Delius, compositeur post-romantique britannique d'origine allemande († 10 juin 1934).
- 1864 : Amédée Pauwels dit Rabardy, anarchiste belge († 15 mars 1894).
- 1866 : Romain Rolland, écrivain français, prix Nobel de littérature en 1915 († 30 décembre 1944).
- 1867 : Vicente Blasco Ibáñez, poète et écrivain espagnol († 28 janvier 1928).
- 1876 : William Havergal Brian, compositeur britannique († 28 novembre 1972).
- 1880 : W. C. Fields (William Claude Dukenfield), humoriste de vaudeville et acteur américain († 25 décembre 1946).
- 1886 :
  - Bill Barnard, homme politique néo-zélandais († 12 mars 1958).
  - William Graham, hockeyeur sur gazon irlandais († 5 septembre 1947).
  - Joseph-Jean Heintz, évêque catholique français († 30 novembre 1958).
  - Alfred Junge, chef décorateur et directeur artistique allemand († 16 juillet 1964).
  - Alexander Kolowrat-Krakowsky, producteur de cinéma autrichien († 4 décembre 1927).
  - Arthur Lowe, joueur de tennis britannique († 22 octobre 1956).
- 1888 : Sydney Chapman, mathématicien et physicien britannique († 16 juin 1970).
- 1890 : Marguerite Canal, musicienne, compositrice, cheffe d'orchestre et pédagogue française († 27 janvier 1978).
- 1891 : 
  - Archie Mayo (Archibald L. Mayo dit), réalisateur américain de cinéma († 4 décembre 1968).
  - Richard Williams, joueur américain de tennis, champion olympique en double mixte en plein air en 1924 († 2 juin 1968).
- 1894 : Karl Meyer, as de l'aviation allemande de la Première Guerre mondiale († 31 décembre 1917).
- 1895 : Luigi Cambiaso, gymnaste italien champion olympique du concours général par équipe en 1920 et 1924 († 25 mars 1975).
- 1900 : Lucien Bunel, prêtre français († 2 juin 1945).

### XXesiècle
- 1905 : Barnett Newman, peintre américain († 4 juillet 1970).
- 1906 : Franciscus Hin (en), véliplanchiste néerlandais, champion olympique en classe Dinghy 12 pieds en 1920 († 6 mars 1968).
- 1907 : Paul Fannin, homme politique américain († 13 janvier 2002).
- 1910 :
  - Maurice Joyeux, anarchiste et écrivain français († 9 décembre 1991).
  - Henri Queffélec, écrivain français († 13 janvier 1992).
- 1913 :
  - Victor Mature (Victor Joseph Maturi dit), acteur américain († 4 août 1999).
  - Daniel Taradash, scénariste américain († 22 février 2003).
- 1915 : John Serry père (John Serrapica dit), accordéoniste italien américain († 14 septembre 2003)
- 1918 : John Forsythe, acteur américain († 1er avril 2010).
- 1920 : Ruth Foster, actrice américaine († 12 mai 2012).
- 1923 : Ivo Robić (en), chanteur et compositeur croate († 9 mars 2000).
- 1924 :
  - Marcelle Ferron, artiste peintre et maître verrier québécoise († 19 novembre 2001).
  - Dorothy Malone (Mary Dorothy Maloney dite), actrice américaine (ou 1925 - † 19 janvier 2018).
  - Luigi Nono, compositeur italien († 8 mai 1990).
  - Bianca Maria Piccinino, journaliste et animatrice, 1re femme à diriger un journal télévisé italien, vulgarisatrice scientifique.
- 1926 : Abdus Salam (محمد عبد السلام), physicien pakistanais, prix Nobel de physique en 1979 († 21 novembre 1996).
- 1927 : 
  - Karl Renneberg (en), rameur allemand, champion olympique d'aviron en deux barré en 1960 († 21 octobre 1999).
  - Edward Abbey, écrivain, essayiste et militant écologiste américain († 14 mars 1989).
- 1928 : Pierre Tchernia (Pierre Tcherniakowski dit), réalisateur de cinéma et animateur de télévision français († 8 octobre 2016).
- 1929 :
  - Roger Joubert, pianiste, compositeur et acteur québécois d’origine française († 2 octobre 2010).
  - William McMillan, tireur américain, champion olympique de tir rapide au pistolet en 1960 († 6 juin 2000).
- 1932 : André Bertouille, homme politique belge.
- 1933 :
  - Sacha Distel (Alexandre Sacha Distel dit), chanteur français († 22 juillet 2004).
  - Jacques Fauteux, présentateur de nouvelles et animateur de télévision québécois († 30 juin 2009).
- 1937 : Bobby Scott (Robert William Scott dit), pianiste, compositeur de jazz et producteur américain († 5 novembre 1990).
- 1939 :
  - Anthony Julian « Tony » Green (en), présentateur sportif anglais ;
  - Germaine Greer, écrivaine, critique et scénariste australienne.
- 1940 : Katharine Ross, actrice américaine.
- 1941 : 
  - Michel Dumont, acteur et directeur de théâtre québécois († 13 août 2020).
  - Jean-Louis Livi, producteur français de cinéma et directeur de théâtre.
  - Robin Morgan, écrivaine féministe américaine.
- 1942 :
  - Claudine Longet, chanteuse et actrice française.
  - Arnaldo Tamayo Méndez, spationaute cubain.
- 1943 : John Brian Patrick « Pat » Quinn, joueur et entraîneur de hockey sur glace canadien († 23 novembre 2014).
- 1945 :
  - Ibrahim Boubacar Keïta, homme politique et fonctionnaire, président de la république du Mali élu puis renversé († 16 janvier 2022).
  - Thomas William « Tom » Selleck, acteur américain.
- 1947 :
  - David Byron (David Garrick dit), chanteur britannique du groupe Uriah Heep († 28 février 1985).
  - Jean-Paul Cluzel, haut fonctionnaire français.
- 1948 :
  - Mamoru Mohri (毛利 衛), spationaute japonais.
  - Marc Singer, acteur américain.
- 1949 : Tommy Ramone (Tamás Erdélyi dit), musicien et producteur américain d’origine hongroise († 11 juillet 2014).
- 1950 :
  - Ann Jillian (Ann Jura Nauseda dite), actrice américaine.
  - Jody Scheckter, pilote de course automobile sud-africain.
- 1951 : Tetyana Nadyrova, joueuse de basket-ball ukrainienne double championne olympique.
- 1953 :
  - Peter Baumann, musicien allemand du groupe Tangerine Dream.
  - Paulin Bordeleau, joueur et entraîneur de hockey sur glace québécois.
- 1954 :
  - Alejandro Casañas, athlète cubain, spécialiste du 110 m haies.
  - Douglas John « Doug » Risebrough, joueur, entraîneur et gestionnaire de hockey sur glace canadien.
  - Mooji, maître spirituel jamaïcain.
  - Oprah Winfrey, actrice, productrice et animatrice de télévision américaine.
- 1955 : Bernard Bilis, prestidigitateur français.
- 1956 :
  - Jan Jakub Kolski, réalisateur, scénariste et photographe polonais.
  - Éric Woerth, homme politique français.
- 1957 : Grazyna Miller, poétesse polono-italienne († 17 août 2009).
- 1959 : Serhiy Fesenko, nageur ukrainien champion olympique.
- 1960 :
  - Gregory Efthimios « Greg » Louganis, plongeur américain.
  - Stephen Louis « Steve » Sax, joueur de baseball professionnel américain.
- 1962 :
  - Ismaël Haniyeh, homme d'état palestinien
- 1963 : Robert William « Bob » Howard, catcheur professionnel américain luttant a la WWE sous le nom de Hardcore Holly.
- 1964 : 
  - Henri « Riton » Liebman, comédien, dramaturge et réalisateur belge.
  - Holger Behrendt, gymnaste allemand champion olympique.
- 1965 : Dominik Hasek, hockeyeur sur glace tchèque.
- 1966 : 
  - Wil van der Aalst, informaticien néerlandais.
  - Romário (Romário de Souza Faria dit), footballeur brésilien.
- 1967 : 
  - Martine Chevrier, chanteuse québécoise.
  - Khalid Skah, athlète marocain spécialiste des courses de fond, champion olympique.
- 1968 : Edward Burns, acteur, réalisateur, producteur et scénariste américain.
- 1969 : Hyde (Hideto Takarai (寶井 秀人) dit), chanteur et acteur japonais.
- 1970 : Heather Graham, actrice et productrice américaine.
- 1971 : Manuel Caballero, matador espagnol.
- 1972 : Nicolas Le Riche, danseur français.
- 1973 :
  - Jason Schmidt, joueur de baseball américain.
  - Systaime (Michaël Borras dit), artiste français.
- 1975 : Sara Gilbert, actrice américaine.
- 1977 : 
  - Eddie Shannon, basketteur américain.
  - Sam Jaeger, acteur américain.
  - Justin Hartley, acteur américain.
- 1978 : Tania Bruna-Rosso, animatrice de radio et de télévision française.
- 1981 :
  - Tenoch Huerta, acteur mexicain.
  - Jonny Lang (Jon Gordon Langseth Jr dit), guitariste et chanteur de blues américain.
  - Mladen Šekularac, basketteur monténégrin.
- 1982 : Adam Lambert, chanteur américain.
- 1985 :
  - Lukša Andrić, basketteur croate.
  - Isabel Lucas, actrice australienne.
- 1986 :
  - Bryce Davison, patineur artistique canado-américain.
  - Elena Turysheva, fondeuse russe.
- 1987 : Alexander Thomas « Alex » Avila, joueur de baseball américain.
- 1988 :
  - Kelyan Blanc, acteur français.
  - Djéné Diawara, basketteuse franco-malienne.
  - Johny Placide, footballeur franco-haïtien.
- 1990 : Maik Zirbes, basketteur allemand.
- 1992 : Joséphine Berry, comédienne, fille de l'acteur Richard Berry.
- 1993 : Kyary Pamyu Pamyu (Takemura Kirik (竹村 桐子) dite), modèle, blogueuse et jeune chanteuse japonaise.
- 1996 : Alpha Kaba, basketteur français.

## Décès

### XIIesiècle
- 1119 : Gélase II (Giovanni Coniulo dit), 161e pape, en fonction de 1118 à 1119 (° v. 1060).

### XIVesiècle
- 1342 : Louis Ier, duc de Bourbon (° 1279).

### XVesiècle
- 1477 : Grzegorz de Sanok, archevêque en Pologne (° 1406).

### XVIIesiècle
- 1601 : Louise de Lorraine, épouse du roi Henri III, reine de France de 1575 à 1589 (° 30 avril 1553).
- 1663 : Robert Sanderson, théologien et casuiste anglais (° 19 septembre 1587).
- 1678 : Jerónimo Lobo, missionnaire portugais (° 1593 ou 1595).

### XVIIIesiècle
- 1715 : Bernard Lamy, mathématicien, philosophe et physicien français (° 15 juin 1640).
- 1743 : André Hercule de Fleury, cardinal et homme d'État français, conseiller de Louis XV (° 22 juin 1653).
- 1757 : François Douville, premier européen à s'installer à l'Île-du-Prince-Édouard (° inconnue).
- 1763 : Louis Racine, poète français (° 6 novembre 1692).
- 1768 : John Martyn, botaniste anglais (° 12 septembre 1699).

### XIXesiècle
- 1803 : Mademoiselle Clairon (Claire-Josèphe Léris dite), actrice française (° 25 janvier 1723).
- 1819 : Joseph Fabre, homme politique français (° 13 janvier 1741).
- 1820 : George III du Royaume-Uni, roi du Royaume-Uni de 1760 à 1820 (° 4 juin 1738).
- 1829 : Paul Barras, homme politique et militaire français (° 30 juin 1755).
- 1842 : Pierre Cambronne, général français (° 26 décembre 1770).
- 1859 : William Cranch Bond, astronome américain (° 9 septembre 1789).
- 1870 :
  - Léon Curmer, éditeur français (° 17 décembre 1801).
  - Léopold II de Toscane, duc d'Autriche et grand-duc de Toscane de 1824 à 1859 (° 3 octobre 1797).
- 1871 : 
  - Philippe Aubert de Gaspé, écrivain québécois (° 30 octobre 1786).
  - Charles-Alexis Chauvet, dit « le petit Bach » d'Argentan, organiste et compositeur français (° 7 juin 1837).
  - François Grzymała, officier et écrivain polonais (° 1780).
- 1885 :
  - Jean-Charles Abbatucci, homme politique français (° 25 mars 1816).
  - Michel Renaud, homme politique français (° 12 avril 1812).
  - Émile Tarbouriech, homme politique français (° 24 décembre 1811).
  - Charles Emmanuel Raphaël Théry de Gricourt, homme politique français (° 17 février 1813).
- 1886 : 
  - Joseph Bachelier, général de brigade français (° 9 janvier 1810).
  - Gustav von Wartensleben, militaire et chambellan allemand (° 20 avril 1796).
- 1899 : Alfred Sisley, peintre britannique (° 30 octobre 1839).

### XXesiècle
- 1906 : Christian IX, roi de Danemark de 1863 à 1906 (° 8 avril 1818).
- 1909 : Wilfred Hudleston Hudleston, géologue britannique (° 2 juin 1828).
- 1910 : Édouard Rod, écrivain suisse (° 31 mars 1857).
- 1928 : Douglas Haig, militaire britannique (° 19 juin 1861).
- 1933 : Sara Teasdale, poétesse américaine (° 8 août 1884).
- 1934 : Fritz Haber, chimiste allemand, prix Nobel de chimie 1918 (° 9 décembre 1868).
- 1940 : Pierre d'Orléans-Bragance, prince second dans l'ordre de succession au trône impérial brésilien (° 15 octobre 1875).
- 1941 : Ioánnis Metaxás (Ιωάννης Μεταξάς), général et homme politique grec, Premier ministre de 1936 à 1941 (° 12 avril 1871).
- 1946 : Harry Hopkins, homme politique américain, concepteur du New Deal (° 17 août 1890).
- 1950 : Ahmad Al-Jaber Al-Sabah (الشيخ أحمد الجابر الصباح), émir du Koweït de 1921 à 1950 (° 1885).
- 1956 : Henry Louis Mencken, journaliste américain (° 12 septembre 1880).
- 1962 : Fritz Kreisler, violoniste et compositeur autrichien (° 2 février 1875).
- 1963 : Robert Frost, poète américain (° 26 mars 1874).
- 1964 : Alan Ladd, acteur américain (° 3 septembre 1913).
- 1966 : Pierre Mercure, compositeur et réalisateur de télévision québécois (° 21 février 1927).
- 1968 :
  - Léonard Foujita, peintre français d'origine japonaise (° 27 novembre 1886).
  - Ignace Gabriel Ier Tappouni (جبرائيل تبّوني), cardinal irakien, patriarche de l'Église catholique syriaque (° 3 novembre 1879).
- 1969 : Allen Dulles, diplomate américain (° 7 avril 1893).
- 1970 : Muhammad Tahir Pacha, homme politique égyptien du C.I.O., fondateur des Jeux méditerranéens (° août 1879).
- 1971 : Georges van Parys, compositeur français de musiques de films et d'opérettes (° 7 juin 1902).
- 1977 : Freddie Prinze (Frederick Karl Pruetzel dit), acteur américain d'origine porto-ricaine (° 22 juin 1954).
- 1978 : Mark Weston (né Marie L. E. Weston), l'un des meilleurs athlètes britanniques femmes dans les années 1920 (° 30 mars 1906).
- 1979 : Reginald John Delargey, cardinal néo-zélandais, archevêque de Wellington de 1974 à 1979 (° 10 décembre 1914).
- 1980 :
  - James Francis « Jimmy » Durante, acteur et compositeur américain (° 10 février 1893).
  - Gordon Manley, climatologue britannique (° 3 janvier 1902).
- 1986 : Leif Erickson, acteur américain (° 27 octobre 1911).
- 1987 : Hiroaki Zakoji (座光寺公明), musicien japonais (° 20 janvier 1958).
- 1991 : Yasushi Inoue (井上 靖), écrivain japonais (° 6 mai 1907).
- 1992 : William James « Willie » Dixon, compositeur et musicien de blues américain (° 1er juillet 1915).
- 1993 : Gustav Hasford, écrivain américain (livre à l'origine du film Full Metal Jacket, ° 28 novembre 1947).
- 1994 : Ulrike Maier, skieuse autrichienne (° 22 octobre 1967).
- 1996 : Jamie Uys (Jacobus Johannes Uys dit), acteur, réalisateur et scénariste sud-afrikaner (° 30 mai 1921).
- 1997 :
  - Daniel P. Mannix, écrivain et journaliste américain (° 27 octobre 1911).
  - Osvaldo Soriano, écrivain, scénariste et journaliste argentin (° 6 janvier 1943).
  - Teodomiro Leite de Vasconcelos, écrivain et journaliste mozambicain (° 4 août 1944).
- 1998 :
  - Joseph Alioto, homme politique américain (° 12 février 1916).
  - Coupé Cloué, footballeur et musicien haïtien (° 10 mai 1925).
  - Muse Dalbray (Georgette Céline Corsin dite), actrice française (° 14 mars 1903).
  - Marcel Lemoine, résistant et homme politique français (° 23 décembre 1918).
  - Lucien Pariès, joueur de rugby à XV français (° 4 août 1947).
  - Paul Vimond, architecte français (° 20 juin 1922).
- 1999 :
  - Yves Hervouet, chercheur et sinologue français (° 30 avril 1921).
  - Lili St-Cyr (Marie Van Schaak dite), effeuilleuse américaine (° 3 juin 1918).

### XXIesiècle
- 2002 :
  - Richard « Dick » Lane, joueur américain de football américain (° 16 avril 1928).
  - Richard Mervyn Hare, philosophe et professeur d'université britannique (° 21 mars 1919).
  - Harold Russell, acteur américain d’origine canadienne (° 14 janvier 1914).
- 2003 :
  - Frank E. Moss, homme politique américain (° 23 septembre 1911).
  - Peter Shaw, acteur et producteur de cinéma britannique (° 24 juin 1918).
  - Carmelo Torres (Bernardo del Carmen Fregoso Cázares dit), matador mexicain (° 16 juillet 1927).
- 2004 :
  - Michel Castaing, historien français (° 26 mars 1918).
  - Janet Frame, écrivaine néo-zélandaise (° 28 août 1924).
  - Mary Margaret Kaye, écrivaine indienne (° 21 août 1908).
  - James Saunders, auteur de théâtre britannique (° 8 janvier 1925).
- 2006 : Nam June Paik (백남준), artiste sud-coréen (° 20 juillet 1932).
- 2008 : Philippe Khorsand, comédien français (° 17 février 1948).
- 2012 : Andréanne Lafond, journaliste et animatrice québécoise d'origine française (° 5 février 1919).
- 2014 : François Cavanna, écrivain et dessinateur français (° 22 février 1923).
- 2016 : Jacques Rivette, réalisateur français (° 1er mars 1928).
- 2017 : Abou Sayyaf, bourreau terroriste irakien (° inconnue).
- 2018 : Hilton McConnico, artiste américain (° 13 mai 1943).
- 2019 : Alex Barbier, auteur de bande-dessinée et peintre français (° 15 mars 1950).
- 2021 : Lai Xiaomin (赖小民 dit), homme politique et homme d'affaires chinois condamné à mort le 5 janvier 2021 (° 21 juillet 1962).
- 2024 :
  - René d'Antoine, auteur-compositeur-interprète, réalisateur et producteur canadien (° 4 mai 1939).
  - Hinako Ashihara, dessinatrice de bande dessinée japonaise (° 25 janvier 1974).
  - Hinton Battle, acteur, danseur et chanteur américain (° 29 novembre 1956).
  - Hans-Joachim Böttcher, historien et auteur allemand (° 4 juin 1947).
- 2025 :
  - Julian Bennett, archéologue britannique (° 9 juin 1949).
  - Denis Devaux, footballeur international français (° 9 janvier 1939).
  - Gianpaolo Grisandi, coureur cycliste italien (° 4 décembre 1964).
  - Salwan Momika, militant irakien (° 23 juin 1986).
  - Ievguenia Chichkova, patineuse artistique russe (° 18 décembre 1972).
  - Vadim Naumov, patineur artistique russe (° 7 avril 1969).
  - Paul Souffrin, homme politique français (° 16 mai 1932).
  - Richard Williamson, évêque catholique traditionaliste britannique (° 8 mars 1940).

## Célébrations

### Internationales et nationales
- Extrême-Orient : date possible pour le début du nouvel an asiatique entre  20 janvier et 20 février au gré de la Lune.

### Religieuses
Christianisme orthodoxe :
- lectures de Zach. 14, 16(-21) ; Ga. 6, 14(-18) ; Mt. 24, 27(-35) ; avec pour mots communs à Zach. et Mt. : "familles" (phyla), "de la terre", et jeu de mots sur phylla, "feuilles" (Mt. 24, 32).[pas clair], dans le lectionnaire de Jérusalem.
- Mémoire de la Croix apparue à Constantin (probablement l'empereur romain Constantin Ier lors de la bataille du pont Milvius), à l'origine principalement connue de sa conversion au christianisme.[réf. nécessaire]

### Saints des Églises chrétiennes

#### Saints des Églises catholiques et orthodoxes
Saints des Églises catholiques et orthodoxes :
- Abib († IVe siècle), Hyperéchios, Philothée, Jacques, Julien, Romain et Parégorios, martyrs de Samosate.
- Aphraate le Perse († IVe siècle), ermite près d'Antioche.
- Aquilin de Milan († 1018), prêtre et martyr à Milan.
- Arnoul († VIIIe siècle), soldat et martyr en Flandres.
- Blath de Kildare († 523), religieuse à Kildare, compagne de sainte Brigitte d'Irlande.
- Constant de Pérouse († 180), 1er évêque de Pérouse en Ombrie au centre de l'Italie.
- Dallan Forgaill († 598), poète et martyr.
- Gildas le Sage († 570), abbé de la presqu'île de Rhuys et son monastère/abbaye.
- Papias et Maur († IIIe siècle), soldats et martyrs à Rome.
- Potamion d'Agrigente († VIe siècle), évêque d'Agrigente.
- Radegonde de Chelles († 685), religieuse à l'abbaye de Chelles avec sa marraine la reine sainte Bathilde.
- Sarbèle († IIe siècle), prêtre, et sa sœur sainte Barbée, martyrs à Édesse en Osroène.
- Savine († 313), Laïque sœur de saint Savinien de Rilly.
- Sulpice Sévère († 410), historien, disciple de saint Martin de Tours.
- Valère de Trèves († 320), 2e évêque de Trèves.

#### Saints et bienheureux des Églises catholiques
Saints et bienheureux des Églises catholiques :
- Agnès de Bagno († 1105), bienheureuse religieuse italienne camaldule.
- Bolesława Lament († 1946), bienheureuse religieuse polonaise fondatrice des sœurs missionnaires de la Sainte-Famille.
- Bronisław Markiewicz († 1912), binheureux prêtre polonais fondateur de la congrégation de Saint Michel Archange.
- Imaine de Loss († 1270), Abbesse originaire de Namur.
- Villana delle Botti († 1360), bienheureuse laïque et sœur laïque tertiaire dominicaine.

#### Saints orthodoxes,aux dates parfois"juliennes"ou orientales
Saints des Églises orthodoxes :
- Chryse (en) (ca. 41-54), martyr, a priori en hellénophonie[10].
- Démètre de Chio — ou « Dimitrios de Chios » — († 1802), originaire de Chios, martyr à Constantinople par la main de musulmans.
- Laurent de Kiev († 1194), Évêque de Tourov.

### Prénoms du jour[Où?]
Bonne fête aux Gildas et ses variantes ou dérivés : Gilda, Gildasine, Gildo, Gweltaz, Jildas, Weltaz, Yeltas, etc.
Et aussi aux :
- Chryse, Chrysos voire leurs probables variantes.
- Aux Constance, Constant voire leurs variantes ou dérivés : Constancia, Constantia, Constanz, Constanza, Costanza.
- Aux Sulpice et ses variantes ou  dérivés : Sulpicia, Sulpiciens, Sulpicio, Sulpicius, etc.
- Aux Valère et ses variantes ou  dérivés : Valeran, Valéran, Valérian, Valeriano, Valériano, Valerio, Valerius, Valero, Walhere, Wallerand, etc.

## Traditions et superstitions

### Dictons
- « S'il gèle à la saint Sulpice, le printemps sera propice. »[11]
- « S'il pleut à la saint Sulpice, c'est tous les jours comme vache qui pisse. »[12]
- « Temps de saint Gildas temps de glace. »[13]

### Astrologie
- Signe du zodiaque : 9e jour du signe astrologique du Verseau.

## Toponymie
- Plusieurs voies, places, sites ou édifices de pays ou provinces francophones contiennent la date du jour dans leur nom : voir Vingt-Neuf-Janvier .